# Iglesia de Santo Domingo de Guzmán (Málaga)

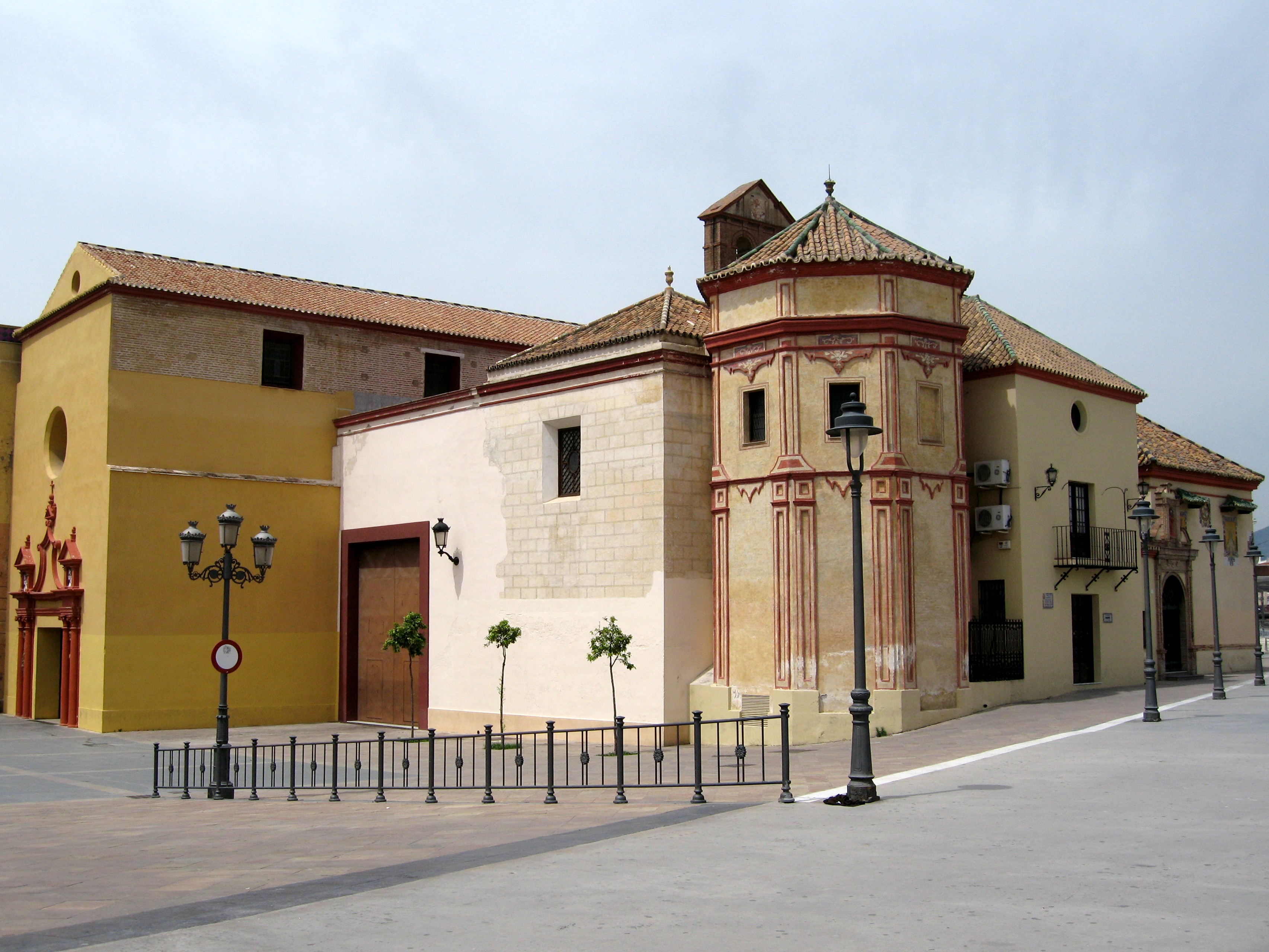
Fachada

La iglesia de Santo Domingo de Guzmán de Málaga, popularmente conocida como el convento de Santo Domingo, es un templo que data del siglo XV, edificado tras la conquista cristiana y originalmente situado a extramuros de la ciudad medieval. Se trata tan solo de una parte del complejo conventual que ocupaba la manzana situada en la zona norte del barrio de El Perchel, en la margen derecha del río Guadalmedina.
Esta iglesia es la sede canónica de la Cofradía de los Dolores del Puente, la Hermandad de la Humillación, la Hermandad de la Cena y la Congregación de Mena, que salen en la Semana Santa malagueña.
También reside en el templo la cofradía de Nuestra Señora del Rosario, patrona de la feligresía y con orígenes en el siglo XV.
La iglesia alcanzó su máximo esplendor en el siglo XVII, cuando Fray Alonso de Santo Tomás engrandeció y embelleció el convento. Fray Alonso fue obispo de Málaga y era hijo ilegítimo de Felipe IV. Hoy la plaza que se abre ante la iglesia lleva su nombre. En los alrededores existían grandes casas con los portales decorados con azulejos nobles que han desaparecido. Una de ellas estaba en la calle Huerta del Obispo, la llamada Casa del Obispo, recientemente restaurada, dónde vivió Fray Alonso. Sus restos fueron enterrados en la Iglesia de Santo Domingo de Guzmán.

## Descripción
Su configuración exterior es un tanto peculiar debido al derribo de parte de las edificaciones anexas, dando como resultado un perímetro irregular.
La iglesia, arquitectónicamente, divide su espacio interior en tres naves separadas por arcos de medio punto sobre pilares cruciformes, con pilastras corintias cajeadas, que sostienen un doble entablamento, recorrido por un friso compuesto por canecillos con decoración de hojarasca. La nave central se cubre con bóveda de medio cañón rebajada, dividida por cuatro arcos fajones y dos nervios perpendiculares, que forman una retícula en donde encajan medallones en la parte central y lunetos recortados con molduras mixtilíneas en las laterales. A los pies de esta nave se sitúa el narthex cubierto por techo plano salvo en los bordes que se curva en un cuarto de cañón; sobre este espacio se desarrolla el coro, cerrado al espacio central mediante una barandilla de directriz mixtilínea.
En la cabecera de esta nave se ubica el presbiterio, al que se accede por un gran arco triunfal de medio punto. Es de planta cuadrangular y se cubre con una cúpula semiesférica sobre pechinas. El casquete semiesférico está decorado con medallón central de hojarasca y nervios planos cajeados, mientras que las pechinas presentan ornamentación vegetal y de medallones, con escudos y emblemas dominicos, sostenidos por angelotes. Las naves laterales se estructuran en tramos cuadrangulares entre arcos fajones doblados, cubiertos por bóvedas semiesféricas sobre pechinas, conservándose algunos restos de la decoración primitiva. A la nave de la epístola se adosan varias capillas. La capilla del Rosario presenta planta rectangular con cubierta de tejas a un agua. A ella se adosa el camarín de la virgen, de planta sensiblemente cuadrada cubierto con bóveda de medio cañón con fajones que llegan hasta el suelo. En esta capilla podemos encontrar un retablo recientemente restaurado, que fue destruido en la llamada quema de conventos de 1931.
El acceso a la iglesia se produce a través de la fachada principal que se ubica a los pies de la nave central. Se compone de una portada con vano adintelado flanqueada por dobles columnas corintias, observándose en los intercolumnios restos, bastante deteriorados, de la primitiva decoración escultórica. La portada se remata con un cuerpo tripartito compuesto de frontones triangulares y un perfil conopial de dos tornapuntas, encontrados y rematados por frontón triangular y cruz. Sobre ésta se abre un gran óculo que ilumina interiormente el coro. Junto a esta portada, a los pies de la nave de la epístola, se abre otra puerta bajo arco sin ornamentación, rematada también por un óculo de menor dimensión que el anterior.
En el lado opuesto de la iglesia, frente al paseo del río, se abre otra puerta, de carácter trasero, que accede a un patio de servicio desde el que se registran distintas dependencias vinculadas funcionalmente, en mayor o menor medida, con la iglesia. Los edificios así definidos, entre el volumen principal de la iglesia y el límite exterior, se presentan como un conjunto de construcciones adosadas, en su mayoría de dos plantas, difíciles de interpretar en el fragmentado contexto urbano actual. Bajo esta definición se engloban: El cuerpo que se levanta tras el presbiterio —actual capilla funeraria y antigua sacristía—, de planta interiormente achaflanada y cubierta de tejas árabes a tres aguas; la actual sacristía que, muy compartimentada, ocupa el espacio que queda entre el cuerpo anterior y la cabecera de la nave de la epístola.
Por último, adosadas a las cabeceras de la nave central y del evangelio se disponen, en dos plantas comunicadas por estrechas escaleras, el resto de las dependencias parroquiales, entre las que destaca una amplia sala en planta baja que constituye el centro de las demás dependencias.

## Imágenes del interior
La Iglesia de Santo Domingo de Guzmán posee diversas imágenes en su interior en la que en su mayoría representan a santos y santas de la orden dominica. Una de ellas es San Martín de Porres, una talla del año 2012, elaborada por el artista granadino Juan Patón, fue bendecida el 4 de febrero de ese mismo año. Es una imagen de vestir (candelero), en tamaño natural realizada en madera de cedro y policromada al óleo, posee un rosario de quince misterios del año 1978 regalo del Padre que encargó la obra Don Francisco García, OP.
Otras de las imágenes que se encuentran en el interior del templo son la Santísima Virgen del Rosario, Santa Catalina y San Vicente Ferrer.
Esta iglesia albergó durante aproximadamente cinco siglos las imágenes del Dulce Nombre de Jesús Nazareno del Paso y María Santísima de la Esperanza que procesionan en la noche del Jueves Santo, hasta que fueron trasladas a su propio templo, la Basílica de la Esperanza, en 1988 tras la Coronación Canónica de la Santísima Virgen.